# ضفادع جديدة
الضفادع الجديدة (الاسم العلمي: Neobatrachia) هي رتيبة من الحيوانات تتبع طائفة البرمائيات من شعبة الحبليات.

## فيالق
- ضفدعيات حقيقية (الاسم العلمي:Ranoidea)
- علاجيم حقيقية (الاسم العلمي:Bufonoidea)
- ضفدعيات ضيقة الفم (الاسم العلمي:شقدعيات)
- ضفدعيات شجرية (الاسم العلمي:Hyloidea)

## فصائل
- ضفادع حقيقية (الاسم العلمي: ضفادع حقيقية)
- ضفادع سامة (الاسم العلمي: الضفدع السام)
- ضفادع جرابية (الاسم العلمي: Amphignathodontidae)
- ضفادع ظربانية (الاسم العلمي: ضفادع الغابات المتخفية)
- ضفادع مدارية (الاسم العلمي: نحيفات المفصل)
- علاجيم سرجية (الاسم العلمي: ذوات الرؤوس القصيرة)
- علاجيم حقيقية (الاسم العلمي: علجوم حقيقي)
- ضفادع صرارة (الاسم العلمي: نحيفات المفصل)
- ضفادع زجاجية (الاسم العلمي: ضفدع الزجاج)
- ضفادع شبحية (الاسم العلمي: ضفادع الشبح)
- ضفادع جاروفية الخطم (الاسم العلمي: ضفدع ذو الأنف الجاروفي)
- ضفادع شجرية (الاسم العلمي: شرغوفيات)
- ضفادع بردية (الاسم العلمي: ضفادع الأدغال)
- ضفادع مالاغاسية (الاسم العلمي: ضفادع سامة مدغشقرية)
- ضفادع ضيقة الفم (الاسم العلمي: شقدعيات)
- ضفادع أشنية (الاسم العلمي: حاملات الجعد)
- ضفادع داروينية (الاسم العلمي: ضفادع داروين)
- ضفادع بنفسجية (الاسم العلمي: ضفادع السيشل)
- ضفادع مقلنسة (الاسم العلمي: علاجيم مائية مخوذة)
- ضفادع لحمية البطن (الاسم العلمي: جافات البطن)
- ضفادع حرة الأصابع (الاسم العلمي: حرات الأصابع)
- ضفادع دغلية (الاسم العلمي: شبيهات الحطب)
- ضفادع رغوية (الاسم العلمي: Leiuperidae)
- ضفادع أسترالية (الاسم العلمي: ضفادع أرضية أسترالية)
- ضفادع متناقضة (الاسم العلمي: ضفادع كاذبة)
- ضفادع قافزة (الاسم العلمي: Ranixalidae)
- ضفادع سارقة (الاسم العلمي: ضفادع سرعوفية)
- ضفادع جنوبية (الاسم العلمي: ضفادع جنوبية)